# T.G.I. Fridays
TGI Fridays («Ти-джи-ай Фра́йдис») — американская сеть ресторанов американской кухни, основанная в Нью-Йорке 15 марта 1965 года. Штаб-квартира компании расположена в Карролтоне, пригороде Далласа, Техас.
Название является аббревиатурой от выражения на английском языке «Thank God / Goodness It’s Friday!» (с англ. — «Слава Богу, сегодня пятница!»).
Является подразделением Sentinel Capital Partners и TriArtisan Capital Partners, которые выкупили её в мае 2014 года у Carlson Companies за 800 миллионов долларов. TGI Fridays имеет более 600 заведений в 55 странах мира, включая 233 в США.

## История

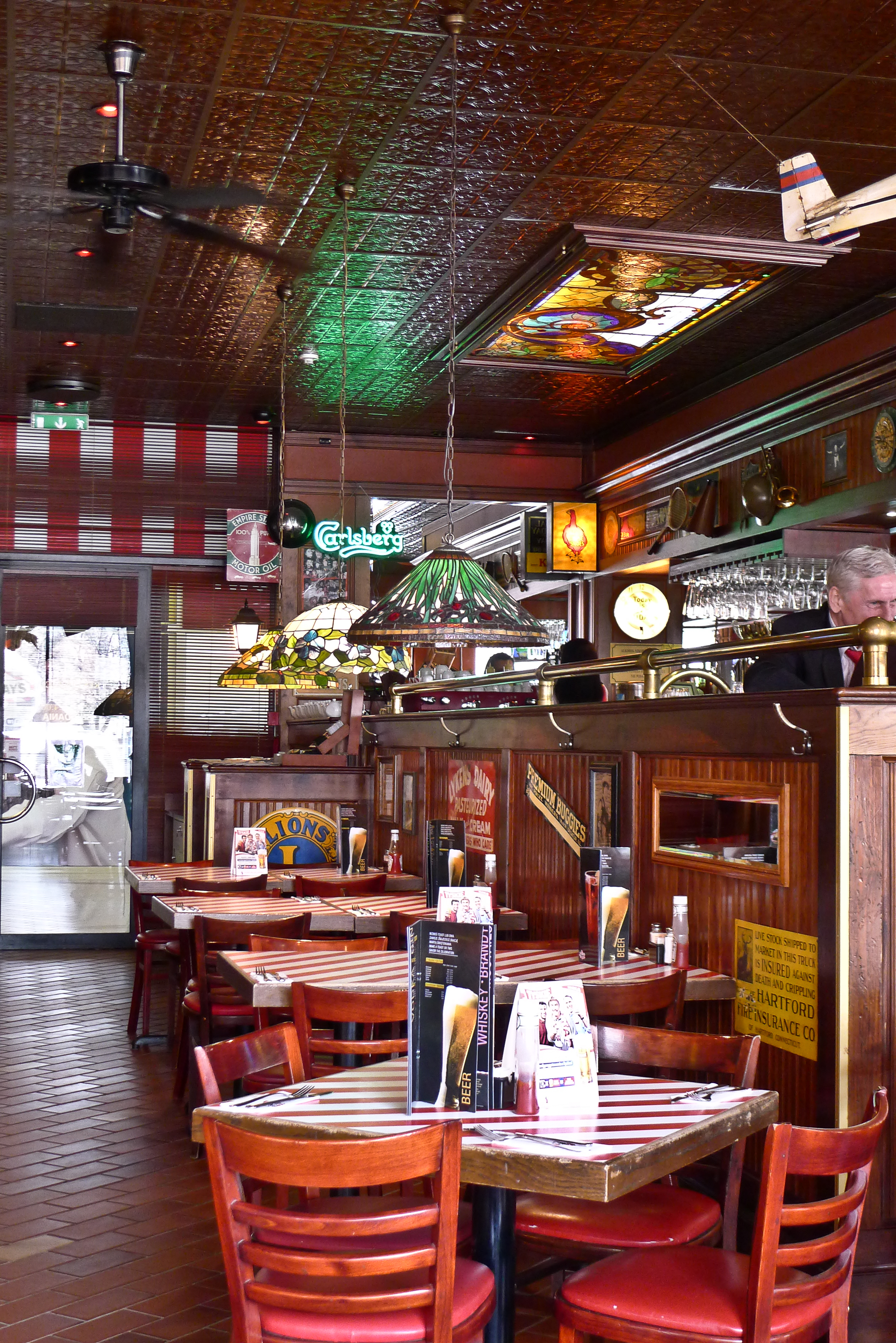
Интерьер ресторана в Варшаве, Польша

Алан Стиллман открыл свой первый ресторан T.G.I. в понедельник, 15 марта 1965 года в Нью-Йорке, на Ист-Сайде Манхэттена, рядом с мостом Куинсборо. Это был район, в котором проживало множество стюардесс и фотомоделей, и Стиллман рассчитывал, что открытие собственного бара поможет ему знакомиться с женщинами. На открытие ресторана Стиллман решился, несмотря на то, что не имел никакого опыта в ресторанном бизнесе и имел на руках 10 тысяч долларов (5 тысяч из которых он занял у матери).
Ресторан  стал известен тем, что неотъемлемой частью политики руководства стало проведение всевозможных акций. Так, например, здесь была проведена одна из первых в Нью-Йорке так называемая «ночь только для женщин» (англ. Ladies' night).
К 1970-м годам Алан Стиллман открыл уже несколько ресторанов в городах Среднего Запада страны, в том числе ресторан T.G.I. в Мемфисе, штат Теннесси.
В 1971 году Дэниэл Скоггин (Daniel R. Scoggin) скупил права на несколько ресторанов сети. В 1972 году Скоггин открывает ресторан Friday’s в столице штата Техас, Далласе. Чуть позже Скоггин становится генеральным директором сети ресторанов. В дальнейшем, он проработает на этой должности в течение следующих 15 лет.

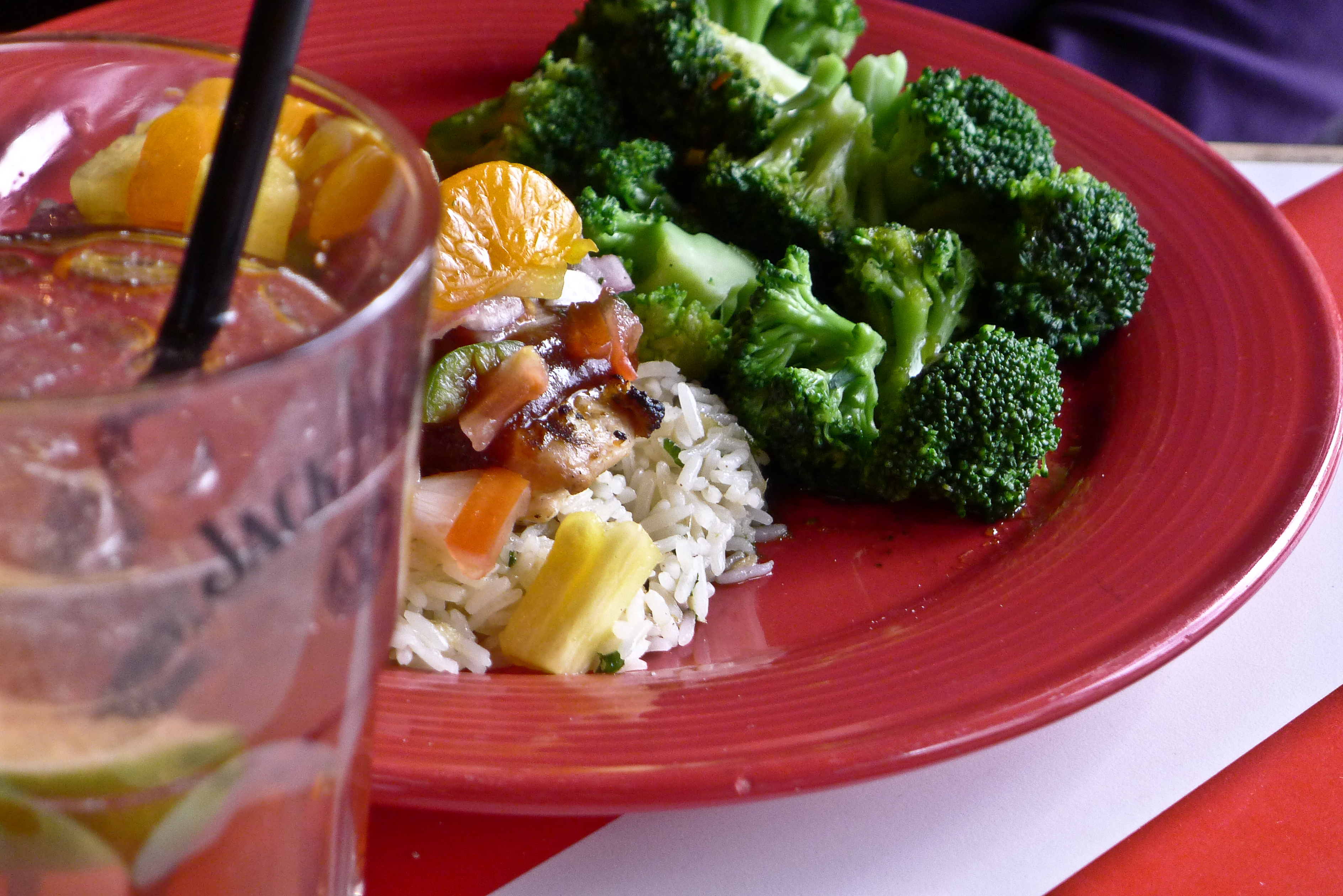
Пример блюда в TGI Friday's

В 1975 году сеть была продана компании Carlson Companies. По контракту, заключённому с компанией, Алан Стиллман и другие первоначальные инвесторы и помощники полностью отстранялись от руководства и не имели более возможности влиять на управленческие решения, связанные с дальнейшей судьбой «T.G.I. Friday’s». Дэниэл Скоггин же заключил контракт с Carlson Companies и продолжил занимать пост генерального директора.
Первый ресторан за пределами США был открыт в 1986 году в Великобритании.
В 1994 году первый ресторан «Friday’s» закрылся, на его месте в настоящее время открыт английский паб «Baker Street», сохранивший часть интерьера прежнего ресторана (к примеру, латунные перила, установленные Стиллманом).
По состоянию на март 2011 года в мире открыто 992 ресторана сети «Friday’s».
20 мая 2014 года «T.G.I. Friday’s» была продана Sentinel Capital Partners и TriArtisan Capital Partners за 800 миллионов долларов.
3 января 2024 года TGI Fridays объявила о продаже восьми ресторанов на северо-востоке США бывшему генеральному директору компании Рэю Бланшетту и закрытии 36 убыточных ресторанов на всей территории США.
В апреле 2024 года компания заключила соглашение о слиянии с британской компанией Hostmore Plc, которая по франшизе управляет ресторанами TGI Fridays в Великобритании. Предполагалось, что сделка завершится в третьем квартале 2024 года, после чего акции объединённой компании с названием TGI Fridays Plc. начнут торговаться на Лондонской фондовой бирже под тикером TGIF.
2 ноября 2024 года TGI Fridays подала в суд Техаса заявление о банкротстве. Свои финансовые проблемы компания объяснила пандемией COVID-19 и структурой капитала.

### T.G.I. Fridays в России
В 1997 году в Москве был открыт первый ресторан «Friday’s» в России. По состоянию на 2018 год в России несколько ресторанов располагалось в Москве и по одному находилось в Санкт-Петербурге и Екатеринбурге. К 2024 году в Москве и области работало 10 ресторанов TGI Fridays.
Франчайзи в России является компания «Росинтер», имеющая помимо этого собственные сети «IL Патио» и «Планета Суши», а также являющаяся франчайзи сети «Вкусно — и точка» (до 2022 года «McDonald’s»).